# 馬紹良
馬紹良，BBS，是香港著名教育家，教育署前高官，現任上水鳳溪第一中學及鳳溪創新小學校監。

## 簡歷
馬紹良早年就讀巴富街官立中學（1965年中六），1969年畢業於香港中文大學數學系，1973年完成香港中文大學教育學院物理課程。他曾於1982-1992年出任九龍塘賽馬會官立工業中學副校長，並帶領該校的足球校隊南征北討，贏取多項錦標。1992-1994出任鄧肇堅維多利亞官立中學校長。之後調往北區擔任視學工作。他在香港算是親建制人物，曾代表「三、勞工、基層、宗教等界」出任香港特別行政區第一屆政府推選委員會。
2006年，馬紹良榮獲香港特區政府頒授榮譽勳章，以表揚他在香港教育界的貢獻；2014年再度基於同樣理由榮獲銅紫荊星章。